# Bicellonycha wickershamorum
Bicellonycha wickershamorum är en skalbaggsart som beskrevs av Cicero 1982. Bicellonycha wickershamorum ingår i släktet Bicellonycha och familjen lysmaskar.

## Underarter
Arten delas in i följande underarter:
- B. w. wickershamorum
- B. w. piceum